# Cinnamomum padiforme
Cinnamomum padiforme är en lagerväxtart som först beskrevs av Standley & Steyerm., och fick sitt nu gällande namn av André Joseph Guillaume Henri Kostermans. Cinnamomum padiforme ingår i släktet Cinnamomum och familjen lagerväxter. Inga underarter finns listade i Catalogue of Life.